# عقد 1010 هـ
عقد 1010 هـ هو الفترة بين عام 1010 إلى 1019 في التقويم الهجري، أي العشر سنوات الثانية من القرن الحادي عشر الهجري.